# 東風 (映画)
『東風』（とうふう、Le Vent d'est）は、ジャン＝リュック・ゴダール、ジャン＝ピエール・ゴランらが「ジガ・ヴェルトフ集団」名義で1969年（昭和44年）6月に匿名製作した劇映画である。

## 概要
1969年（昭和44年）6月に撮影された。階級闘争と民主主義の勝利を語る風変わりな西部劇である。
主演のジャン・マリア・ヴォロンテは、『荒野の用心棒』（1964年）や『夕陽のガンマン』（1965年）に出演したイタリア式西部劇（マカロニ・ウェスタン）の悪役俳優で、当時イタリア共産党員としても積極的な活動をしていた。女革命家を演じるアンヌ・ヴィアゼムスキーは当時はゴダールの妻で、ジガ・ヴェルトフ集団と行動をともにしていた。ブルジョワ娘を演じるクリスチャーナ・トゥリオ・アルタンは、引き続きジガ・ヴェルトフ集団の次作『イタリアにおける闘争』に出演し、主演している。ブラジルから亡命する前の映画監督グラウベル・ローシャ、イタリアの映画監督マルコ・フェレーリらが出演している。
日本では、1970年（昭和45年）7月7日に劇場公開され、2001年（平成13年）2月17日にはザジフィルムズが再公開、2005年（平成17年）3月23日にはコロムビアミュージックエンタテインメントがDVDを発売している。

## スタッフ
- 監督 : ジガ・ヴェルトフ集団 （ジャン＝リュック・ゴダール、ジャン＝ピエール・ゴラン、ジェラール・マルタン）
- 脚本 : ジャン＝リュック・ゴダール、ダニエル・コーン＝バンディ、セルジオ・バッツィーニ
- 撮影 : マリオ・ヴルピアーニ
- 編集 : ジャン＝リュック・ゴダール、ジャン＝ピエール・ゴラン
- アソシエイトプロデューサー : アルトゥール・ブラウナー
- 助監督 : ジャンニ・アミーコ
- 衣裳 : リナ・ネルリ・タヴィアーニ
- 製作会社 : ポリフィルム（ローマ）、アヌーシュカ・フィルム（パリ）、フィルム・クンスト

## キャスト
- ジャン・マリア・ヴォロンテ （ライフル銃の実行者）
- アンヌ・ヴィアゼムスキー （女革命家）
- クリスチャーナ・トゥリオ・アルタン （ブルジョワ娘）
- アレン・ミジェット （インディアン）
- ジョゼ・ヴァレラ （案内人）
- パオロ・ポゼッシ （代表的修正主義者）
- ゲッツ・ゲオルグ （兵士）

- グラウベル・ローシャ
- ファビオ・ガリバ
- ヴィンチェンツォ・ポルセーリ
- ミルヴァ・デアンナ・フロシーニ
- マリオ・ジャンニッリ
- フェデリコ・ボイド
- アルド・ビクシオ
- ダニエル・コーン＝バンディ
- マルコ・フェレーリ
- ジャン＝リュック・ゴダール

## 関連事項
- ジャン＝リュック・ゴダール監督作品一覧
- ジガ・ヴェルトフ集団
- 東風 (曲) - 本作が名前の由来。

## 註
1. ↑  fr:Le Vent d'estの記述を参照。
2. 1 2  allcinemaサイト内の「東風」の項の記述を参照。